# Beli Plios
Beli Plios - Белый Плёс (rus) - és un poble de l'óblast de Bélgorod, a Rússia. El 2010 tenia 332 habitants. Pertany al districte (raion) de Véidelevka.